# Ижсталь (ледовый дворец)

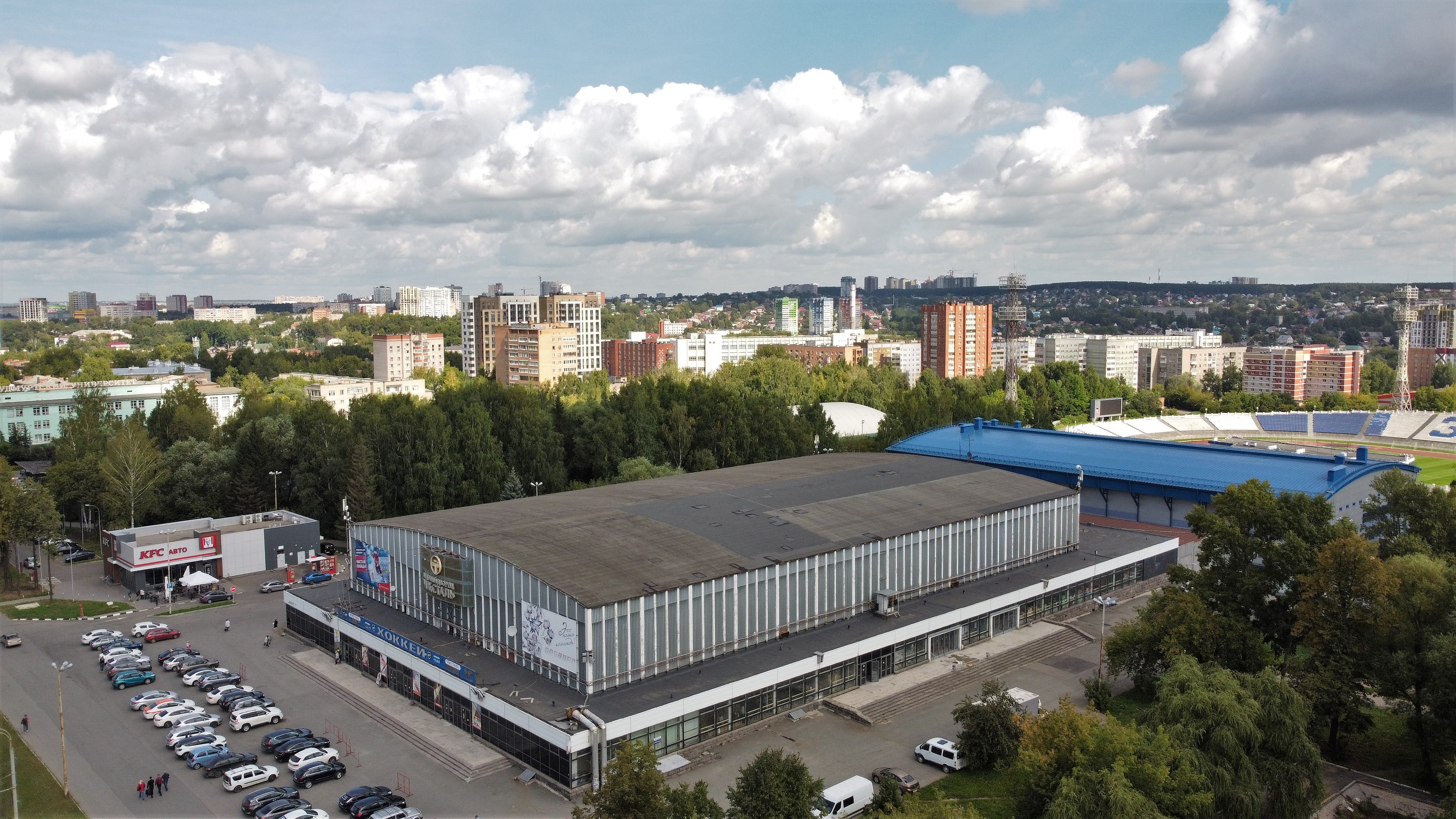
Вид с высоты

Ледовый дворец «Ижсталь» — крытое спортивное сооружение, расположенное в городе Ижевске на улице Удмуртской. Является домашней ареной хоккейного клуба Ижсталь (Ижевск), а также его фармклуба. В ледовом дворце базируется СДЮСШОР «Ижсталь». Также в здании проводятся концерты, ледовые шоу, выставки и иные культурные мероприятия.
Ближайшие остановки общественного транспорта «Удмуртский государственный университет» и «Дворец спорта».

## История
Ледовый дворец «Ижсталь» был построен по инициативе и под руководством руководителя завода «Ижсталь», инициатора создания одноимённой хоккейной команды Василия Тарасова. Открытие арены состоялось 27 сентября 1971 года. На открытии дворца состоялось выступление Ленинградского балета на льду. Первым директором Ледового дворца «Ижсталь» был назначен Сергей Григорьевич Лещинский.
В 1971 году на базе ЛД «Ижсталь» была открыта детская спортивная школа хоккея.
В «Ижстали» действуют массажный и процедурный кабинеты, спортивный и тренажёрный залы, бассейн, баня, сауна. Работают залы русского и американского бильярда, танцевальный зал, кафе, пресс-центр, экспозиция, посвящённая истории дворца и хоккейного клуба, спортивный зал, имеются профессиональные теннисные столы. Под сводами арены имеется киоск, где продаётся форма и атрибутика клуба, эксклюзивные подарочные товары.
В 2022 году началась реконструкция ледового дворца, но была приостановлена в 2023 году из-за отсутствия федерального финансирования.

## Характеристики
- Общая площадь сооружения — 11056 м²
- Количество зрительных мест — 3900

## Руководство
- Директор — Бояринцев Сергей Николаевич (с 2021 г. — по настоящее время)